# Daniel Barry
Daniel Thomas Barry (Norwalk, 30 de dezembro de 1953) é um ex-astronauta e cientista norte-americano.
Entre 1975 e 1980, ele se formou, fez mestrado e doutorado em engenharia elétrica, nas Universidades de Cornell e Princeton e em 1982 recebeu doutorado em Medicina da Universidade de Miami. Nos anos 80, lecionou e fez pesquisas em medicina em diversos laboratórios e universidades dos Estados Unidos.
Em 1992, Barry foi selecionado pela NASA e fez treinamento de um ano para o corpo de astronautas no Centro Espacial Lyndon B. Johnson, em Houston, se qualificando como especialista de missão para voos do ônibus espacial.
Sua primeira missão no espaço foi em janeiro de 1996, na STS-72 Endeavour, onde ele fez seis horas de atividades extra-veiculares em preparação para as futuras missões de construção da Estação Espacial Internacional e foi, junto com o japonês Koichi Wakata, o primeiro homem a jogar Go no espaço.
Em 27 de maio de 1999, Barry voltou ao espaço na STS-96 Discovery, a primeira missão norte-americana a se acoplar com a Estação Espacial, e onde ele acumulou mais sete horas fora da nave.
Sua terceira e última missão foi na STS-105, em agosto de 2001, que levou a Expedição 3 até a estação orbital, instalou o módulo italiano Leonardo na estrutura e Barry acumulou mais onze horas em atividade extraveicular.
Em sua carreira como astronauta, acumulou um total de 734 horas no espaço e 25 horas fora da nave.
Em 2006, Barry participou do programa Survivor, na CBS TV.